# Leonid Voloshin
Leonid Voloshin (em russo: Леонид Волошин; Krasnodar, 30 de março de 1966) é um antigo atleta russo de triplo salto e salto em comprimento, que representou sucessivamente a União Soviética, a Equipe Unificada e a Rússia. Foi Campeão da Europa em 1990 e venceu dois títulos da Europa em pista coberta. Alcançou ainda duas medalhas de prata nos Campeonatos Mundiais de Tóquio em 1991 e nos de Estugarda 1993.  Na edição de Tóquio 1991 conseguiu o seu melhor resultado de sempre, ao saltar 17.75 m, o que não foi suficiente para vencer o norte-americano Kenny Harrison que saltou três centímetros mais.
Nos Jogos Olímpicos de 1988 classificou-se em oitavo lugar na final de salto em comprimento, que foi a sua disciplina preferida até 1990 e na qual fez 8.46 m como recorde pessoal. Quatro anos mais tarde, nos Jogos Olímpicos de Barcelona, e já no triplo salto, ficou em quarto lugar a escassos 4 centímetros do pódio.